# Shuimogou
Shuimogou är ett stadsdistrikt i Ürümqi i Xinjiang-regionen i nordvästra Kina.